# Paul McGrattan
Paul McGrattan (Dublin, 1967) is een Ierse fluitist.
Op tienjarige leeftijd hreeg hij zijn eerste lessen van John Egan, Paddy Ban O' Broin en een van de oprichters van The Chieftains, Sean Potts. In 1992 realiseerde Paul zijn solo-album. Hij toert regelmatig met de band Beginish door Europa en Noord-Amerika en geeft les aan de Willy Clancy Summer School.

## Discografie
- The Frost is all Over - 1992
- Within a Mile of Dublin - 1996
- Paul McGrattan & Paul O'Shaughnessy - 1996
- Beginish - 1998
- Stormy Weather met Beginish - 2001
- Keelwest - 2002
- The North Wind, eerbetoon aan Frankie Kennedy o.a. met Paul McGrattan - 2004